# Safjany
Safjany (ukrainisch Саф'яни; russisch Сафьяны, rumänisch Sofian-Trubaiovca) ist ein Dorf im Budschak im äußersten Südwesten der Ukraine mit etwa 3000 Einwohnern (2006).

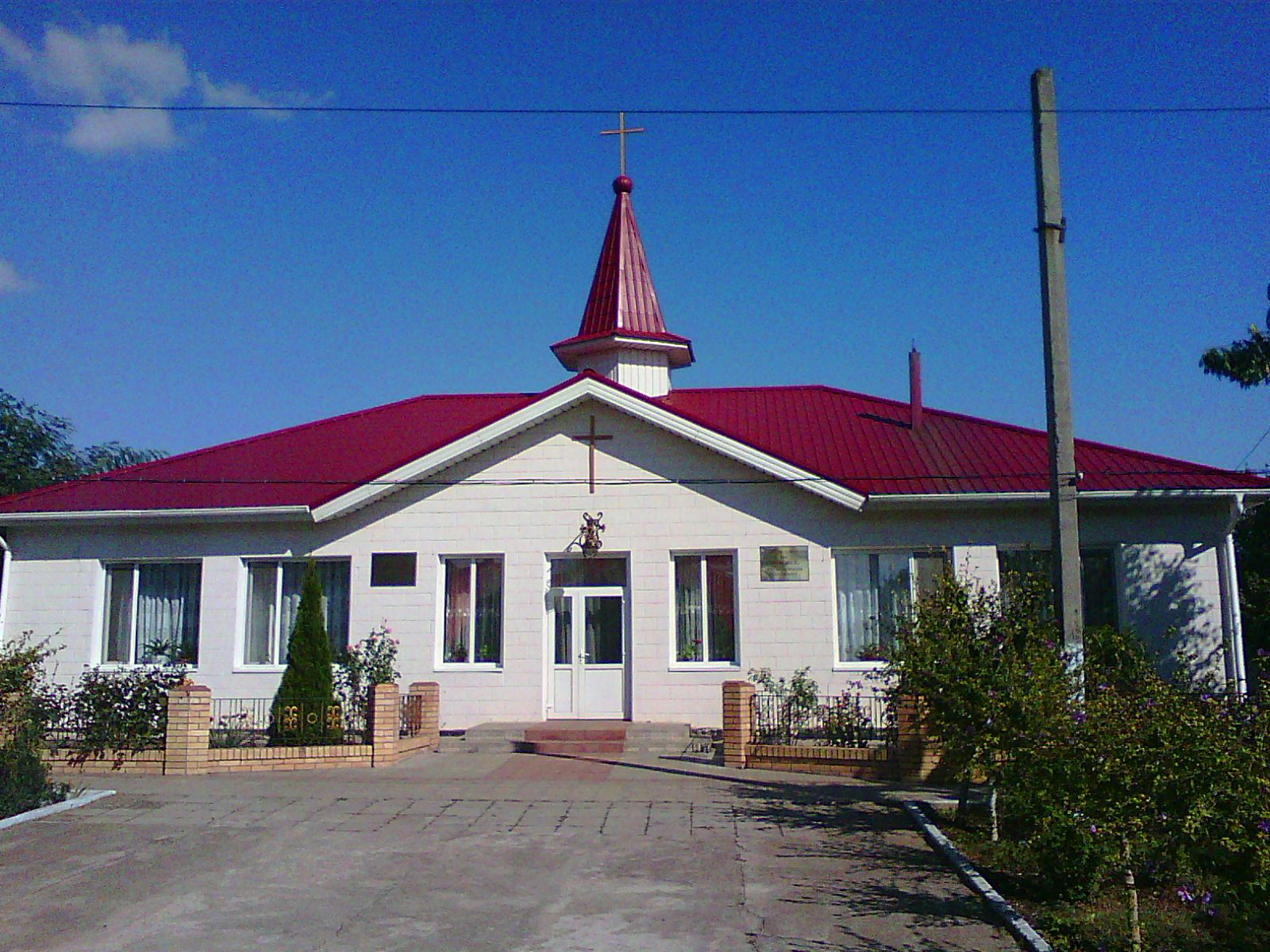
Gebäude der Baptistengemeinde in Safjany

Das Dorf liegt am gleichnamigen See, am Dorf vorbei führt die Fernstraße M 15. Die Stadt Ismajil liegt 4 km südwestlich des Dorfes. Es ist der Geburtsort von Oleksij Poroschenko, Held der Ukraine, Unternehmer und Vater des Präsidenten der Ukraine Petro Poroschenko.

## Geschichte
Sofian-Trubaiovca wurde 1790 gegründet. Im Pariser Frieden von 1856, wodurch der Krimkrieg beendet wurde, gelangte das Dorf mit einem Landstreifen im Südwesten Bessarabiens von Russland an das Fürstentum Moldau, musste jedoch im Berliner Friedensvertrag von 1878 an Russland zurückgegeben werden. Infolge des Molotow-Ribbentrop-Pakts 1939 wurden Bessarabien, die Nordbukowina und das Herza-Gebiet von der UdSSR annektiert. 1947 änderten die sowjetischen Behörden den offiziellen Namen des Dorfes von Sofian-Trubaiovca zu Safjany. Seit 1991 gehört das Dorf zum Rajon Ismajil in der Oblast Odessa der unabhängigen Ukraine.

## Verwaltungsgliederung
Am 12. Juni 2020 wurde das Dorf zum Zentrum der neugegründeten Landgemeinde Safjany (Саф'янівська сільська громада/Safjaniwska silska hromada), zu dieser zählen auch noch die 18 in der untenstehenden Tabelle aufgelistetenen Dörfer, bis dahin bildete es die gleichnamige Landratsgemeinde Safjany (Саф'янівська сільська рада/Safjaniwska silska rada) im Südwesten des Rajons Ismajil.
Folgende Orte sind neben dem Hauptort Safjany Teil der Gemeinde:
| Name                     | Name             | Name                                    | Name                           |
| ukrainisch transkribiert | ukrainisch       | russisch                                | rumänisch                      |
| ------------------------ | ---------------- | --------------------------------------- | ------------------------------ |
| Bahate                   | Багате           | Богатое (Bogatoje)                      | Doluchioi                      |
| Broska                   | Броска           | Броска                                  | Broasca                        |
| Dunajske                 | Дунайське        | Дунайское (Dunaiskoje)                  | -                              |
| Kalantschak              | Каланчак         | Каланчак                                | Dermendere                     |
| Kamjanka                 | Кам'янка         | Каменка (Kamenka)                       | Tașbunar                       |
| Kyslyzja                 | Кислиця          | Кислица (Kisliza)                       | Câşliţa-Dunăre                 |
| Komyschiwka              | Комишівка        | Комишевка (Komischewka)                 | Hagi-Curda                     |
| Larschanka               | Ларжанка         | Ларжанка                                | Lărgeanca                      |
| Loschtschyniwka          | Лощинівка        | Лощиновка (Loschtschinowka)             | Cairaclia                      |
| Matroska                 | Матроска         | Матросская (Matrosskaja)                | Matroaska-Cuhurului            |
| Murawliwka               | Муравлівка       | Муравловка (Murawlowka)                 | Muravleanca                    |
| Nowa Nekrassiwka         | Нова Некрасівка  | Новая Некрасовка (Nowaja Nekrassowka)   | Necrasovca-Nouă                |
| Nowokalantschak          | Новокаланчак     | Новокаланчак                            | -                              |
| Nowokamjanka             | Новокам'янка     | Новокаменка (Nowokamenka)               | Șichirlichtai-Noui             |
| Oserne                   | Озерне           | Озёрное (Osjornoje)                     | General-Al.-Averescu, Babele   |
| Perschotrawnewe          | Першотравневе    | Першотравневое (Perschotrawnewoje)      | Hasan-Aspaga                   |
| Stara Nekrassiwka        | Стара Некрасівка | Старая Некрасовка (Staraja Nekrassowka) | Necrasovca-Veche               |
| Utkonossiwka             | Утконосівка      | Утконосовка (Utkonossowka)              | Erdec-Burnu, Ion Gheorghe Duca |